# Sturmgewehr 45(M)
Az Stg 45(M) (Sturmgewehr, szó szerint „rohampuska”) vagy más jelölés szerint MP45(M) egy rohampuska prototípus volt, melyet a MAUSER fejlesztett ki 1945 májusában. A Wehrmacht alkalmazta a második világháború végén. 
A fegyverben egy új eljárást használtak, egy görgős késleltető rendszert, mely a világháború után a Nyugat-Németországban a MAUSER utódja által kifejlesztett Heckler & Koch G3-assal terjedt el. A tűzsebessége 450 lövés/perc körül mozgott.